# Liste der Nummer-eins-Hits in der Schweiz (2008)
Dies ist eine Liste der Nummer-eins-Hits in der Schweiz im Jahr 2008. Sie basiert auf den Top 100 Singles und Top 100 Alben der offiziellen Schweizer Hitparade. Es gab in diesem Jahr zwölf Nummer-eins-Singles und 25 Nummer-eins-Alben.

## Singles
| ← 2007 ← | Liste der Nummer-eins-Hits in der Schweiz | Liste der Nummer-eins-Hits in der Schweiz   | Liste der Nummer-eins-Hits in der Schweiz | 2009 →                    |
| \| Zeitraum \| Wo. ges. \| Interpret \| Titel Autor(en) \| Zusätzliche Informationen \| \| (Zeitraum, Wochen auf Platz eins, Interpret, Titel, Autor[en], zusätzliche Informationen) \| \| \| \| \| \| ----------------------------------------------------------------------------------------- \| -------- \| ------------------------------------------- \| ------------------------------------------------------------------------------------------------------------------------------------------------------------------------- \| ------------------------- \| \| 9. Dezember 2007 – 26. Januar 2008 7 Wochen \| 7 \| Timbaland presents OneRepublic \| Apologize Ryan B. Tedder \| – \| \| 27. Januar 2008 – 9. Februar 2008 2 Wochen \| 2 \| Stefanie Heinzmann \| My Man Is a Mean Man Gustav Robert Jonsson, Markus Reza Sepehrmanesh, Tommy Tysper, Pauline Benadette Kamusewu Olofsson \| – \| \| 10. Februar 2008 – 5. April 2008 8 Wochen \| 8 \| Leona Lewis \| Bleeding Love Ryan B. Tedder, Jesse McCartney \| – \| \| 6. April 2008 – 26. April 2008 3 Wochen \| 3 \| Duffy \| Mercy Stephen Andrew Booker, Aimee Ann Duffy \| – \| \| 27. April 2008 – 7. Juni 2008 6 Wochen \| 6 \| Madonna feat. Justin Timberlake & Timbaland \| 4 Minutes Floyd Nathaniel Hills, Madonna Louise Ciccone, Timothy Z. Mosley, Justin R. Timberlake \| – \| \| 8. Juni 2008 – 14. Juni 2008 1 Woche \| 1 \| Thomas Godoj \| Love Is You Christoph Masbaum, Will Simms, Michelle Leonard, Roland Meyer de Voltaire \| – \| \| 15. Juni 2008 – 5. Juli 2008 3 Wochen (insgesamt 6) \| 6 \| Baschi \| Bring en hei Roman Camenzind, Sebastian Bürgin \| – \| \| 6. Juli 2008 – 23. August 2008 7 Wochen \| 7 \| Kid Rock \| All Summer Long Edward C. King, Gary Robert Rossington, Ronnie Van Zant, Warren William Zevon, Robert T. Wachtel, Matthew L. Shafer, Robert J. Ritchie, Leroy P. Marinell \| – \| \| 24. August 2008 – 9. Oktober 2008 7 Wochen \| 7 \| Katy Perry \| I Kissed a Girl Max Martin, Lukasz Gottwald, Katy Perry, Cathy Dennis \| – \| \| 10. Oktober 2008 – 8. November 2008 4 Wochen \| 4 \| P!nk \| So What Alecia B. Moore, Max Martin, Johan Karl Schuster \| – \| \| 9. November 2008 – 15. November 2008 1 Woche \| 1 \| Gölä \| I ha di gärn Musik: Ueli Bleuler, Martin Chabloz, Stefan Reto Gfeller, Peter Keiser, Marco Pfeuti, John Woolloff; Text: Marco Peuti \| – \| \| 16. November 2008 – 10. Januar 2009 8 Wochen \| 8 \| Jodlerklub Wiesenberg und Francine Jordi \| Das Feyr vo dr Sehnsucht Tomislav Mustac \| – \| |                                           |                                             | |                           |
| ← 2007 |                                           |                                             | | → 2009 →                  |
| Zeitraum | Wo. ges.                                  | Interpret                                   | Titel Autor(en) | Zusätzliche Informationen |
| (Zeitraum, Wochen auf Platz eins, Interpret, Titel, Autor[en], zusätzliche Informationen) |                                           |                                             | |                           |
| 9. Dezember 2007 – 26. Januar 2008 7 Wochen | 7                                         | Timbaland presents OneRepublic              | Apologize Ryan B. Tedder | –                         |
| 27. Januar 2008 – 9. Februar 2008 2 Wochen | 2                                         | Stefanie Heinzmann                          | My Man Is a Mean Man Gustav Robert Jonsson, Markus Reza Sepehrmanesh, Tommy Tysper, Pauline Benadette Kamusewu Olofsson                                                   | –                         |
| 10. Februar 2008 – 5. April 2008 8 Wochen | 8                                         | Leona Lewis                                 | Bleeding Love Ryan B. Tedder, Jesse McCartney | –                         |
| 6. April 2008 – 26. April 2008 3 Wochen | 3                                         | Duffy                                       | Mercy Stephen Andrew Booker, Aimee Ann Duffy | –                         |
| 27. April 2008 – 7. Juni 2008 6 Wochen | 6                                         | Madonna feat. Justin Timberlake & Timbaland | 4 Minutes Floyd Nathaniel Hills, Madonna Louise Ciccone, Timothy Z. Mosley, Justin R. Timberlake                                                                          | –                         |
| 8. Juni 2008 – 14. Juni 2008 1 Woche | 1                                         | Thomas Godoj                                | Love Is You Christoph Masbaum, Will Simms, Michelle Leonard, Roland Meyer de Voltaire                                                                                     | –                         |
| 15. Juni 2008 – 5. Juli 2008 3 Wochen (insgesamt 6) | 6                                         | Baschi                                      | Bring en hei Roman Camenzind, Sebastian Bürgin | –                         |
| 6. Juli 2008 – 23. August 2008 7 Wochen | 7                                         | Kid Rock                                    | All Summer Long Edward C. King, Gary Robert Rossington, Ronnie Van Zant, Warren William Zevon, Robert T. Wachtel, Matthew L. Shafer, Robert J. Ritchie, Leroy P. Marinell | –                         |
| 24. August 2008 – 9. Oktober 2008 7 Wochen | 7                                         | Katy Perry                                  | I Kissed a Girl Max Martin, Lukasz Gottwald, Katy Perry, Cathy Dennis | –                         |
| 10. Oktober 2008 – 8. November 2008 4 Wochen | 4                                         | P!nk                                        | So What Alecia B. Moore, Max Martin, Johan Karl Schuster | –                         |
| 9. November 2008 – 15. November 2008 1 Woche | 1                                         | Gölä                                        | I ha di gärn Musik: Ueli Bleuler, Martin Chabloz, Stefan Reto Gfeller, Peter Keiser, Marco Pfeuti, John Woolloff; Text: Marco Peuti                                       | –                         |
| 16. November 2008 – 10. Januar 2009 8 Wochen | 8                                         | Jodlerklub Wiesenberg und Francine Jordi    | Das Feyr vo dr Sehnsucht Tomislav Mustac | –                         |

## Alben
| ← 2007 ← | Liste der Nummer-eins-Hits in der Schweiz | Liste der Nummer-eins-Hits in der Schweiz | Liste der Nummer-eins-Hits in der Schweiz  | 2009 →                    |
| \| Zeitraum \| Wo. ges. \| Interpret \| Titel \| Zusätzliche Informationen \| \| (Zeitraum, Wochen auf Platz eins, Interpret, Titel, zusätzliche Informationen) \| \| \| \| \| \| ------------------------------------------------------------------------------ \| -------- \| --------------------------------- \| ------------------------------------------ \| ------------------------- \| \| 16. Dezember 2007 – 26. Januar 2008 6 Wochen (insgesamt 12) \| 12 \| Amy Winehouse \| Back to Black \| – \| \| 27. Januar 2008 – 9. Februar 2008 2 Wochen \| 2 \| Züri West \| Haubi Songs \| – \| \| 10. Februar 2008 – 16. Februar 2008 1 Woche \| 1 \| Leona Lewis \| Spirit \| – \| \| 17. Februar 2008 – 1. März 2008 2 Wochen \| 2 \| Lenny Kravitz \| It Is Time for a Love Revolution \| – \| \| 2. März 2008 – 22. März 2008 3 Wochen (insgesamt 12) \| 12 \| Amy Winehouse \| Back to Black \| – \| \| 23. März 2008 – 29. März 2008 1 Woche \| 1 \| Stefanie Heinzmann \| Masterplan \| – \| \| 30. März 2008 – 5. April 2008 1 Woche \| 1 \| Bryan Adams \| 11 \| – \| \| 6. April 2008 – 12. April 2008 1 Woche (insgesamt 12) \| 12 \| Amy Winehouse \| Back to Black \| – \| \| 13. April 2008 – 19. April 2008 1 Woche \| 1 \| R.E.M. \| Accelerate \| – \| \| 20. April 2008 – 26. April 2008 1 Woche \| 1 \| Duffy \| Rockferry \| – \| \| 27. April 2008 – 10. Mai 2008 2 Wochen (insgesamt 5) \| 5 \| Amy Macdonald \| This Is the Life \| – \| \| 11. Mai 2008 – 17. Mai 2008 1 Woche (insgesamt 2) \| 2 \| Madonna \| Hard Candy \| – \| \| 18. Mai 2008 – 24. Mai 2008 1 Woche (insgesamt 2) \| 2 \| Gölä \| Tättoo – Best of Bärndütsch / So Damn Sexy \| – \| \| 25. Mai 2008 – 31. Mai 2008 1 Woche (insgesamt 2) \| 2 \| Madonna \| Hard Candy \| – \| \| 1. Juni 2008 – 7. Juni 2008 1 Woche (insgesamt 2) \| 2 \| Gölä \| Tättoo – Best of Bärndütsch / So Damn Sexy \| – \| \| 8. Juni 2008 – 14. Juni 2008 1 Woche (insgesamt 5) \| 5 \| Amy Macdonald \| This Is the Life \| – \| \| 15. Juni 2008 – 21. Juni 2008 1 Woche \| 1 \| Alanis Morissette \| Flavors of Entanglement \| – \| \| 22. Juni 2008 – 28. Juni 2008 1 Woche (insgesamt 5) \| 5 \| Amy Macdonald \| This Is the Life \| – \| \| 29. Juni 2008 – 2. August 2008 5 Wochen (insgesamt 6) \| 6 \| Coldplay \| Viva la Vida or Death and All His Friends \| – \| \| 3. August 2008 – 9. August 2008 1 Woche (insgesamt 5) \| 5 \| Amy Macdonald \| This Is the Life \| – \| \| 10. August 2008 – 16. August 2008 1 Woche (insgesamt 6) \| 6 \| Coldplay \| Viva la Vida or Death and All His Friends \| – \| \| 17. August 2008 – 6. September 2008 3 Wochen \| 3 \| (Soundtrack) \| Mamma Mia! \| – \| \| 7. September 2008 – 13. September 2008 1 Woche \| 1 \| Slipknot \| All Hope Is Gone \| – \| \| 14. September 2008 – 27. September 2008 2 Wochen \| 2 \| Patent Ochsner \| The Rimini Flashdown \| – \| \| 28. September 2008 – 18. Oktober 2008 3 Wochen \| 3 \| Metallica \| Death Magnetic \| – \| \| 19. Oktober 2008 – 25. Oktober 2008 1 Woche \| 1 \| Söhne Mannheims vs. Xavier Naidoo \| Wettsingen in Schwetzingen – MTV Unplugged \| – \| \| 26. Oktober 2008 – 1. November 2008 1 Woche \| 1 \| Sophie Hunger \| Monday’s Ghost \| – \| \| 2. November 2008 – 8. November 2008 1 Woche \| 1 \| AC/DC \| Black Ice \| – \| \| 9. November 2008 – 15. November 2008 1 Woche \| 1 \| P!nk \| Funhouse \| – \| \| 16. November 2008 – 29. November 2008 2 Wochen (insgesamt 4) \| 4 \| Gölä \| Z’Läbe fägt \| – \| \| 30. November 2008 – 6. Dezember 2008 1 Woche \| 1 \| Dido \| Safe Trip Home \| – \| \| 7. Dezember 2008 – 13. Dezember 2008 1 Woche \| 1 \| Guns n’ Roses \| Chinese Democracy \| – \| \| 14. Dezember 2008 – 20. Dezember 2008 1 Woche \| 1 \| Britney Spears \| Circus \| – \| \| 21. Dezember 2008 – 3. Januar 2009 2 Wochen (insgesamt 4) \| 4 \| Gölä \| Z'Läbe fägt \| – \| |                                           |                                           |                                            |                           |
| ← 2007 |                                           |                                           |                                            | → 2009 →                  |
| Zeitraum | Wo. ges.                                  | Interpret                                 | Titel                                      | Zusätzliche Informationen |
| (Zeitraum, Wochen auf Platz eins, Interpret, Titel, zusätzliche Informationen) |                                           |                                           |                                            |                           |
| 16. Dezember 2007 – 26. Januar 2008 6 Wochen (insgesamt 12) | 12                                        | Amy Winehouse                             | Back to Black                              | –                         |
| 27. Januar 2008 – 9. Februar 2008 2 Wochen | 2                                         | Züri West                                 | Haubi Songs                                | –                         |
| 10. Februar 2008 – 16. Februar 2008 1 Woche | 1                                         | Leona Lewis                               | Spirit                                     | –                         |
| 17. Februar 2008 – 1. März 2008 2 Wochen | 2                                         | Lenny Kravitz                             | It Is Time for a Love Revolution           | –                         |
| 2. März 2008 – 22. März 2008 3 Wochen (insgesamt 12) | 12                                        | Amy Winehouse                             | Back to Black                              | –                         |
| 23. März 2008 – 29. März 2008 1 Woche | 1                                         | Stefanie Heinzmann                        | Masterplan                                 | –                         |
| 30. März 2008 – 5. April 2008 1 Woche | 1                                         | Bryan Adams                               | 11                                         | –                         |
| 6. April 2008 – 12. April 2008 1 Woche (insgesamt 12) | 12                                        | Amy Winehouse                             | Back to Black                              | –                         |
| 13. April 2008 – 19. April 2008 1 Woche | 1                                         | R.E.M.                                    | Accelerate                                 | –                         |
| 20. April 2008 – 26. April 2008 1 Woche | 1                                         | Duffy                                     | Rockferry                                  | –                         |
| 27. April 2008 – 10. Mai 2008 2 Wochen (insgesamt 5) | 5                                         | Amy Macdonald                             | This Is the Life                           | –                         |
| 11. Mai 2008 – 17. Mai 2008 1 Woche (insgesamt 2) | 2                                         | Madonna                                   | Hard Candy                                 | –                         |
| 18. Mai 2008 – 24. Mai 2008 1 Woche (insgesamt 2) | 2                                         | Gölä                                      | Tättoo – Best of Bärndütsch / So Damn Sexy | –                         |
| 25. Mai 2008 – 31. Mai 2008 1 Woche (insgesamt 2) | 2                                         | Madonna                                   | Hard Candy                                 | –                         |
| 1. Juni 2008 – 7. Juni 2008 1 Woche (insgesamt 2) | 2                                         | Gölä                                      | Tättoo – Best of Bärndütsch / So Damn Sexy | –                         |
| 8. Juni 2008 – 14. Juni 2008 1 Woche (insgesamt 5) | 5                                         | Amy Macdonald                             | This Is the Life                           | –                         |
| 15. Juni 2008 – 21. Juni 2008 1 Woche | 1                                         | Alanis Morissette                         | Flavors of Entanglement                    | –                         |
| 22. Juni 2008 – 28. Juni 2008 1 Woche (insgesamt 5) | 5                                         | Amy Macdonald                             | This Is the Life                           | –                         |
| 29. Juni 2008 – 2. August 2008 5 Wochen (insgesamt 6) | 6                                         | Coldplay                                  | Viva la Vida or Death and All His Friends  | –                         |
| 3. August 2008 – 9. August 2008 1 Woche (insgesamt 5) | 5                                         | Amy Macdonald                             | This Is the Life                           | –                         |
| 10. August 2008 – 16. August 2008 1 Woche (insgesamt 6) | 6                                         | Coldplay                                  | Viva la Vida or Death and All His Friends  | –                         |
| 17. August 2008 – 6. September 2008 3 Wochen | 3                                         | (Soundtrack)                              | Mamma Mia!                                 | –                         |
| 7. September 2008 – 13. September 2008 1 Woche | 1                                         | Slipknot                                  | All Hope Is Gone                           | –                         |
| 14. September 2008 – 27. September 2008 2 Wochen | 2                                         | Patent Ochsner                            | The Rimini Flashdown                       | –                         |
| 28. September 2008 – 18. Oktober 2008 3 Wochen | 3                                         | Metallica                                 | Death Magnetic                             | –                         |
| 19. Oktober 2008 – 25. Oktober 2008 1 Woche | 1                                         | Söhne Mannheims vs. Xavier Naidoo         | Wettsingen in Schwetzingen – MTV Unplugged | –                         |
| 26. Oktober 2008 – 1. November 2008 1 Woche | 1                                         | Sophie Hunger                             | Monday’s Ghost                             | –                         |
| 2. November 2008 – 8. November 2008 1 Woche | 1                                         | AC/DC                                     | Black Ice                                  | –                         |
| 9. November 2008 – 15. November 2008 1 Woche | 1                                         | P!nk                                      | Funhouse                                   | –                         |
| 16. November 2008 – 29. November 2008 2 Wochen (insgesamt 4) | 4                                         | Gölä                                      | Z’Läbe fägt                                | –                         |
| 30. November 2008 – 6. Dezember 2008 1 Woche | 1                                         | Dido                                      | Safe Trip Home                             | –                         |
| 7. Dezember 2008 – 13. Dezember 2008 1 Woche | 1                                         | Guns n’ Roses                             | Chinese Democracy                          | –                         |
| 14. Dezember 2008 – 20. Dezember 2008 1 Woche | 1                                         | Britney Spears                            | Circus                                     | –                         |
| 21. Dezember 2008 – 3. Januar 2009 2 Wochen (insgesamt 4) | 4                                         | Gölä                                      | Z'Läbe fägt                                | –                         |

## Jahreshitparaden
| ← 2007 ← | Liste der Nummer-eins-Hits in der Schweiz | Liste der Nummer-eins-Hits in der Schweiz          | Liste der Nummer-eins-Hits in der Schweiz | 2009 →   |
| \| Singles \| Position# \| Alben \| \| ----------------------------------------------------------------------------------------------------------------------------------------------------------------------------------------------- \| --------- \| -------------------------------------------------- \| \| Apologize Timbaland presents OneRepublic Ryan B. Tedder \| 1 \| Back to Black Amy Winehouse \| \| Bleeding Love Leona Lewis Ryan B. Tedder, Jesse McCartney \| 2 \| This Is the Life Amy Macdonald \| \| Mercy Duffy Stephen Andrew Booker, Aimee Ann Duffy \| 3 \| Black Ice AC/DC \| \| Sweet About Me Gabriella Cilmi Miranda Eleanor de Fonbrune Cooper, Timothy Elliott Larcombe, Timothy Martin Powell, Gabriella Lucia Cilmi, Brian Thomas Higgins, Nicholas John Sutherland Coler \| 4 \| Viva la Vida or Death and All His Friends Coldplay \| \| This Is the Life Amy Macdonald Amy Elizabeth Macdonald \| 5 \| Rockferry Duffy \| \| 4 Minutes Madonna feat. Justin Timberlake & Timbaland Floyd Nathaniel Hills, Madonna Louise Ciccone, Timothy Z. Mosley, Justin R. Timberlake \| 6 \| Z’Läbe fägt Gölä \| \| All Summer Long Kid Rock Edward C. King, Gary Robert Rossington, Ronnie Van Zant, Warren William Zevon, Robert T. Wachtel, Matthew L. Shafer, Robert J. Ritchie, Leroy P. Marinell \| 7 \| Haubi Songs Züri West \| \| I Kissed a Girl Katy Perry Max Martin, Lukasz Gottwald, Katy Perry, Cathy Dennis \| 8 \| Hard Candy Madonna \| \| Ein Stern (… der deinen Namen trägt) DJ Ötzi & Nik P. Nikolaus Presnik \| 9 \| Spirit Leona Lewis \| \| Das Feyr vo dr Sehnsucht Jodlerklub Wiesenberg und Francine Jordi Tomislav Mustac \| 10 \| Death Magnetic Metallica \| |                                           |                                                    |                                           |          |
| ← 2007 |                                           |                                                    |                                           | → 2009 → |
| Singles | Position#                                 | Alben                                              |                                           |          |
| Apologize Timbaland presents OneRepublic Ryan B. Tedder | 1                                         | Back to Black Amy Winehouse                        |                                           |          |
| Bleeding Love Leona Lewis Ryan B. Tedder, Jesse McCartney | 2                                         | This Is the Life Amy Macdonald                     |                                           |          |
| Mercy Duffy Stephen Andrew Booker, Aimee Ann Duffy | 3                                         | Black Ice AC/DC                                    |                                           |          |
| Sweet About Me Gabriella Cilmi Miranda Eleanor de Fonbrune Cooper, Timothy Elliott Larcombe, Timothy Martin Powell, Gabriella Lucia Cilmi, Brian Thomas Higgins, Nicholas John Sutherland Coler | 4                                         | Viva la Vida or Death and All His Friends Coldplay |                                           |          |
| This Is the Life Amy Macdonald Amy Elizabeth Macdonald | 5                                         | Rockferry Duffy                                    |                                           |          |
| 4 Minutes Madonna feat. Justin Timberlake & Timbaland Floyd Nathaniel Hills, Madonna Louise Ciccone, Timothy Z. Mosley, Justin R. Timberlake | 6                                         | Z’Läbe fägt Gölä                                   |                                           |          |
| All Summer Long Kid Rock Edward C. King, Gary Robert Rossington, Ronnie Van Zant, Warren William Zevon, Robert T. Wachtel, Matthew L. Shafer, Robert J. Ritchie, Leroy P. Marinell | 7                                         | Haubi Songs Züri West                              |                                           |          |
| I Kissed a Girl Katy Perry Max Martin, Lukasz Gottwald, Katy Perry, Cathy Dennis | 8                                         | Hard Candy Madonna                                 |                                           |          |
| Ein Stern (… der deinen Namen trägt) DJ Ötzi & Nik P. Nikolaus Presnik | 9                                         | Spirit Leona Lewis                                 |                                           |          |
| Das Feyr vo dr Sehnsucht Jodlerklub Wiesenberg und Francine Jordi Tomislav Mustac | 10                                        | Death Magnetic Metallica                           |                                           |          |